# Catena Brigitte
La Catena Brigitte è una struttura geologica della superficie della Luna.